# Parafia św. Stanisława Kostki w Waterbury
Parafia św. Stanisława Kostki w Waterbury (ang. St. Stanislaus Kostka Parish) – parafia rzymskokatolicka położona w Waterbury, Connecticut, Stany Zjednoczone.
Jest jedną z wielu etnicznych, polonijnych parafii rzymskokatolickich w Nowej Anglii.
Nazwa parafii jest dedykowana św. Stanisławowi Kostce. Parafia została ustanowiona 30 stycznia 1913 roku.

## Historia
7 lipca 1912 roku, biskup John Joseph Nilan mianował ks. Ignacego Maciejewskiego administratorem polskiej parafii w Waterbury. Wkrótce odprawił pierwszą mszę św. w kaplicy Matki Boskiej z Lourdes, który polscy imigranci wynajmowali. Parafia św. Stanisława Kostki prawnie została ustanowiona 30 stycznia 1913 roku. Teren pod kościół został zakupiony od parafii Niepokalanego Poczęcia NMP na wschód od Farm St. 13 sierpnia 1914 roku biskup John Joseph Nilan mianował ks. Theodore'a Zimmermana pierwszym stałym proboszczem.
Fundamenty z szarego granitu zostały położone, a kamień węgielny kościoła został poświęcony 14 września 1914 roku. Pierwsza msza św. w nowo wybudowanym kościele została odprawiona 24 października 1915 roku. Kompletnie wykończony kościół został poświęcony 26 września 1926 roku.